# José Martín Martinikorena
José Martín Martinikorena (Errazkin, Navarra, 26 de març de 1954), més conegut com a Martinikorena, fou un jugador professional de pilota basca a mà, en la posició de rest (zaguero).
En 1987 va participar en un desafiament internacional al jai alai de Benidorm contra Paco Genovés. Esta va ser la primera partida que ETB va retransmetre des d'un frontó verd, que a partir d'aquell moment esdevindria un estàndard.

## Palmarés
- Campió per parelles: 1985 i 1986.
- Subcampió per parelles: 1981 i 1988.